# サスケの夜はこんびんば!
サスケの夜はこんびんば!（サスケのよるはこんびんば!）は文化放送のラジオ番組。1992年3月2日から1993年3月26日まで放送。通称は夜こん。

## 概要
パーソナリティは「謎の音楽伝道師」を名乗った覆面パーソナリティのサスケ。やや通好みで玄人受けする様な内容だった前番組『キッチュ!夜マゲドンの奇蹟』を見直し、子供のリスナーでも楽しめる番組を目指したという。
当番組は1年1か月で終了。最終回はサスケが何度も自分の正体をほのめかすような発言をしたり、坂本洋の曲が何回も掛かるなど、まるで正体を明かす様な番組内容であったが明言は無かった。
番組終了から13年後の2006年9月29日、TERRA〜Nishiogi Tokyo〜で開催したライブ『Viva文化放送引越記念 夜こんライブ　サスケ、遂にカミングアウト!! ここはグリーンウッドとはどんな関係?? に加えて坂本洋のニューアルバム発表!!(うわーながっ)』で「サスケの正体は坂本洋である」と本人の口から正式に発表。世紀をまたいで、リスナーの疑問に終止符を打った。
当番組の最終回告知は番組最終週の月曜日の放送であったが、その時に説明された「今日の会議で突然決まった」というのはアドリブで、実際はその前から後番組の斉藤一美へシフトすることが決まっていた。当時のリスナーは番組の復活を希望するという活動をしていたがサスケ曰く「予算を遙かに超える制作費のため、文化放送の台所事情によって番組が打ち切られた」のが真相だった様である。
番組ではリスナーからFAXを受け付けていたが届いた数は少なかった。当番組にゲスト出演歴があった福山雅治が自身のラジオ番組で明かした所によると「自分が出演した時に（FAXが）2通しか来なかった」とのこと。

## 主なコーナー
- ガッポリ大相撲（出題編）（22:05頃）
リスナーが先生を含んだ5人一組のチームを組み応募する。出題編の電話は応募をしたリーダーの所に掛けられ、1時間後の回答編までにサスケからの「お題」のメッセージをチームメンバーに伝言する。電話に出る際は応募した本人が最初に必ず出なければならず、電話に出た際に「準備オッケーウッキッキッー」（干支にちなんでいたので年明け1月から「準備オッケーコケコッコー」に変更）と合言葉を言わなければならない。
- 大仁田が何て言うかなあ!?（22:10頃）
日替わりでゲストを呼び、フリートークを行う。大仁田厚が木曜のみレギュラー出演、リスナーからの悩み相談に回答した。
金曜のサブタイトルは「金曜美女伝説」で美女しか来てはならない日と言いつつ、男性ゲストがたびたび来ており、サスケは嘆いていた。
- スーパーチャレンジ F1クイズでこんびんば! （22:40頃）
番組側でカップリングされた男女のペア2チームが、10問のクイズに交互に回答していく。多く正解した方が勝ち抜きとなり、5日勝ち抜くと賞金が貰えた。出題は1992年 当時のF1のコースである1番から16番の中から選択。天気（「晴れ」「曇り」「雨」）によって問題の難易度が変化する。オイルが撒かれている箇所があり、オイルの撒かれた箇所はボイスチェンジャーを使用して問題が読み上げられ、聞き取り辛くなる。
- ガッポリ大相撲（回答編）（23:00頃）
サスケが出題編のメンバーの自宅にランダムで電話を掛け、お題の答え合わせを行う。一字一句間違えずに言えたらクリアとなり、メンバー全員が賞品を貰える。電話に出た際はお題をすぐに言わなければならない。
- イラストーク・ラボ600秒 （23:10頃。後に『サスケパニック! やりすぎ御免』と改題）
月 - 金曜でテーマの違う日替わりのコーナー。
  - （月）お笑い芸人がネタを披露するコーナー
  - （火）サスケ音楽スタジオ〜そいつぁいいやね!〜
  - （水）ボイス甲子園
  - （木）嗚呼っ、黒百合女子学園
  - （金）金曜ザビエル総研 日本人も知らない
- Animatic 600秒 （23:20頃。後に『アニメどっかん!』と改題。）
田中真弓、伊倉一寿（現・伊倉一恵）がパーソナリティを務めた。日曜は同局のA&G番組『ラジメーション・魔神英雄伝ワタル3』に出演。
リスナーから投稿された「オープニング10秒ギャグ」は普通のお便りのコーナーで構成される。オープニング10秒ギャグは月初に先月の月間賞を決め、月間賞に輝いたネタを投稿したリスナーは賞品が貰えた。金曜は「世にも奇妙なサイコドリーム」コーナーでリスナーから怖い話を募集した。
- 夜こんチャート HEN-JAN600秒 （23:30頃）
- M×m×M 30Minutes （24:00）

## コーナー番組
- STOP THE SMAP（月曜 - 金曜 22:30 - 22:40）
- 千堂あきほのときめきCRESCENDO（月曜 - 金曜 23:00 - 23:10、1992年9月まで）
- 観月ありさ 全国ラジオ（月曜 - 金曜 23:00-23:10、1992年10月から）
- 瀬能あづさ マイ・ブライト・ナイト（月曜 - 金曜 23:30 - 23:40、1992年10月から）
- 西田ひかるのJust One More Kiss（月曜 - 金曜 23:45 - 23:55→23:40 - 23:50、1992年9月まで）
- ちはる★元気1000%（月曜 - 金曜 23:50 - 24:00、1992年9月まで）